# Cloudboy
Cloudboy är en belgisk-svensk familjefilm från 2017 skriven och regisserad av Meikeminne Clinckspoor.

## Handling
Filmen handlar om den belgiska pojken Niilas som har bott med sin pappa på länge han kan minnas. Han känner knappt sin svenska mor och måste en sommar åka till Lappland, mot sin vilja, där hans mamma och hennes nya samiska familj bor. Trots samernas varma välkomnande drar Niilas sig undan. Den enda som kan närma sig honom är hans lillasyster Sunna.
Renflytten är i full gång och Niilas måste hjälpa till. När en ren försvinner deltar Niilas i sökandet, och en imponerande älg korsar hans väg. Steg för steg upptäcker han sina rötter, som visar sig vara starkare än han någonsin hade föreställt sig. Niilas upplever trots allt den mest spännande sommaren i sitt liv.

## Rollista
- Sara Sommerfeld – Katarina
- Geert Van Rampelberg – Gerard
- Mikkel Gaup – Reiadnu
- Joakim Nils Tomas Trägårdh – Pontus
- Daan Roofthooft – Niilas
- Ayla Gáren Audhild P. Nutti – Sunnà
- Jef Cuppens – Frilöpare